# Тил, Гус
Гу́с Бе́ренд Ти́л (нидерл. Guus Berend Til; род. 22 декабря 1997, Самфья, Луапула[…]) — нидерландский футболист, полузащитник ПСВ и сборной Нидерландов.

## Клубная карьера
Родился в Самфье — небольшой деревне в замбийской провинции Луапула на границе с ДР Конго. Отец футболиста — специалист по разрешению военных конфликтов[уточнить] в странах третьего мира, поэтому Гус некоторое время провёл в Замбии, позже переехал в Мозамбик, а в Нидерланды вернулся только в 4 года, как и его братья и сестра: Дан, Крис, Клэрти. До 12 лет Гус чаще занимался футболом на улицах, чем в школе. В 2010 году впервые попал в Академию АЗ — Алкмар находится всего в 40 км от центра Амстердама, поэтому доехать туда не было проблемой. Поначалу учёба давалась парню лучше, чем футбол. В средней школе Тил получил VWO — самый престижный диплом о нидерландском образовании, который получают меньше 20 % всех школьников страны. Из-за небольшого роста и худощавого телосложения, Тил дважды чуть не покинул АЗ: в 15 и в 17 лет. Но тренеры из Алкмара верили, что Гус прибавит в «физике», и продолжали ставить в состав. В 2016 году окончил академию и стал играть за фарм-клуб АЗ — «Йонг АЗ»
C сезона 2016/17 — игрок основной команды. 4 августа 2016 года дебютировал в Лиге Европы в поединке против греческого клуба ПАС, выйдя на замену на 71-й минуте вместо Йориса ван Оверема.
18 сентября 2016 года дебютировал в Эредивизи в поединке против ПЕК Зволле, выйдя на замену на 71-й минуте и отличившись на 87-й. Стал капитаном команды в сезоне 2018/19.
5 августа 2019 года перешёл в московский «Спартак», контракт был подписан на 4 года. Сумма трансфера составила 15 млн евро, это самая дорогая покупка в истории «Спартака». Тил, который выбрал себе 8-й игровой номер, стал четвёртым нидерландцем в истории «Спартака» после Квинси Овусу-Абейе, Деми де Зеува и Квинси Промеса. 11 августа 2019 года в 5-м туре чемпионата России дебютировал за «Спартак» в игре против «Ахмата» (3:1), в этом матче вышел в стартовом составе и провёл весь матч, а также сделал две голевые передачи на Зелимхана Бакаева и Андре Шюррле. 25 августа 2019 года в гостевом матче 7-го тура чемпионата России забил свой первый мяч за «Спартак» с передачи Зелимхана Бакаева, поразив ворота самарских «Крыльев Советов» (2:1) на последних минутах матча и принёся своему клубу победу. 15 июля 2020 года в 29-м туре чемпионата России на 92-й минуте домашнего матча против «Ахмата» (3:0) с передачи Романа Зобнина забил мяч. Всего в сезоне 2019/20 за «Спартак» провёл 21 матч, забил 2 мяча и отдал 3 голевые передачи.
3 сентября 2020 года перешёл на правах аренды в немецкий «Фрайбург», соглашение рассчитано до конца сезона 2020/21 с возможностью продления ещё на год. Дебютировал за «Фрайбург» 22 ноября 2020 года в матче 8-го тура чемпионата Германии против «Майнц 05» (1:3), выйдя на замену на 88-й минуте матча. Всего в сезоне 2020/21 провёл за «Фрайбург» 7 матчей, также провёл 4 матча и забил 4 мяча за фарм-клуб команды — «Фрайбург II» в региональной лиге.
2 июня 2021 года продлил контракт со «Спартаком» до 31 мая 2024 года и перешёл на правах аренды в «Фейеноорд», соглашение рассчитано до конца сезона 2021/22. Дебютировал за «Фейеноорд» 22 июля 2021 года в матче 2-го квалификационного раунда Лиги конференций против «Дриты» (0:0) выйдя в стартовом составе и проведя на поле 81 минуту. 29 июня 2021 года во втором матче против «Дриты» забил свои первые мячи за клуб, сделав хет-трик и тем самым помог своей команде пройти дальше. Всего в сезоне 2021/22 за «Фейеноорд» во всех турнирах провёл 49 матчей и забил 21 мяч.
4 июля 2022 года перешёл в ПСВ, подписав контракт до 30 июня 2026 года.

## Карьера в сборной
До 18 лет тренеры юношеских сборных Нидерландов вообще не обращали внимания на Тила. Все из-за небольшого роста и худощавого телосложения. В 2017 году вызывался в молодёжную сборную Нидерландов
26 марта 2018 года в возрасте 20 лет дебютировал в национальной сборной под руководством Рональда Кумана в товарищеском матче против сборной Португалии, тренер сборной Нидерландов попробовал Тила на правом фланге в схеме с 3 защитниками, выпустив его на 12 минут.

## Достижения
«Йонг АЗ»
- Победитель второго дивизиона Нидерландов: 2016/17

АЗ
- Бронзовый призёр чемпионата Нидерландов: 2017/18

«Фейеноорд»
- Финалист Лиги конференций УЕФА: 2021/22

ПСВ
- Чемпион Нидерландов (2): 2023/24,  2024/25
- Обладатель Кубка Нидерландов: 2022/23
- Обладатель Суперкубка Нидерландов (3): 2022, 2023, 2025

## Статистика выступлений

### Клубная карьера
| Клуб             | Сезон            | Чемпионат | Чемпионат | Кубок | Кубок | Еврокубки | Еврокубки | Прочие | Прочие | Итого | Итого |
| Клуб             | Сезон            | Игры      | Голы      | Игры  | Голы  | Игры      | Голы      | Игры   | Голы   | Игры  | Голы  |
| ---------------- | ---------------- | --------- | --------- | ----- | ----- | --------- | --------- | ------ | ------ | ----- | ----- |
| Йонг АЗ          | 2016/17          | 14        | 3         | —     | —     | —         | —         | —      | —      | 14    | 3     |
| Йонг АЗ          | Итого            | 14        | 3         | —     | —     | —         | —         | —      | —      | 14    | 3     |
| АЗ               | 2016/17          | 10        | 2         | 2     | 0     | 3         | 0         | 1      | 0      | 16    | 2     |
| АЗ               | 2017/18          | 33        | 9         | 6     | 2     | —         | —         | —      | —      | 39    | 11    |
| АЗ               | 2018/19          | 33        | 12        | 4     | 2     | 2         | 1         | —      | —      | 39    | 15    |
| АЗ               | 2019/20          | 0         | 0         | 0     | 0     | 2         | 0         | —      | —      | 2     | 0     |
| АЗ               | Итого            | 76        | 23        | 12    | 4     | 7         | 1         | 1      | 0      | 96    | 28    |
| Спартак (Москва) | 2019/20          | 18        | 2         | 3     | 0     | —         | —         | —      | —      | 21    | 2     |
| Спартак (Москва) | 2020/21          | 3         | 0         | 0     | 0     | —         | —         | —      | —      | 3     | 0     |
| Спартак (Москва) | Итого            | 21        | 2         | 3     | 0     | —         | —         | —      | —      | 24    | 2     |
| → Фрайбург       | 2020/21          | 7         | 0         | 0     | 0     | —         | —         | —      | —      | 7     | 0     |
| → Фрайбург       | Итого            | 7         | 0         | 0     | 0     | —         | —         | —      | —      | 7     | 0     |
| → Фрайбург II    | 2020/21          | 4         | 4         | —     | —     | —         | —         | —      | —      | 4     | 4     |
| → Фрайбург II    | Итого            | 4         | 4         | —     | —     | —         | —         | —      | —      | 4     | 4     |
| → Фейеноорд      | 2021/22          | 32        | 15        | 1     | 0     | 16        | 6         | —      | —      | 49    | 21    |
| → Фейеноорд      | Итого            | 32        | 15        | 1     | 0     | 16        | 6         | —      | —      | 49    | 21    |
| ПСВ              | 2022/23          | 30        | 9         | 5     | 1     | 10        | 0         | 1      | 3      | 46    | 13    |
| ПСВ              | 2023/24          | 30        | 10        | 2     | 0     | 8         | 0         | 0      | 0      | 40    | 10    |
| ПСВ              | 2024/25          | 32        | 10        | 4     | 2     | 12        | 0         | 1      | 1      | 49    | 13    |
| ПСВ              | Итого            | 92        | 29        | 11    | 3     | 30        | 0         | 2      | 4      | 135   | 36    |
| Всего за карьеру | Всего за карьеру | 246       | 76        | 27    | 7     | 53        | 7         | 3      | 4      | 329   | 94    |

### Список матчей за сборную
| Матчи и голы Тила за сборную Нидерландов | Матчи и голы Тила за сборную Нидерландов | Матчи и голы Тила за сборную Нидерландов | Матчи и голы Тила за сборную Нидерландов | Матчи и голы Тила за сборную Нидерландов | Матчи и голы Тила за сборную Нидерландов |
| ---------------------------------------- | ---------------------------------------- | ---------------------------------------- | ---------------------------------------- | ---------------------------------------- | ---------------------------------------- |
| №                                        | Дата                                     | Соперник                                 | Счёт                                     | Голы Тила                                | Соревнование                             |
| 1                                        | 26 марта 2018                            | Португалия                               | 3:0                                      | —                                        | Товарищеский матч                        |
| 2                                        | 4 сентября 2021                          | Черногория                               | 4:0                                      | —                                        | Чемпионат мира 2022 (отбор)              |
| 3                                        | 7 сентября 2021                          | Турция                                   | 6:1                                      | 1                                        | Чемпионат мира 2022 (отбор)              |
| 4                                        | 8 октября 2021                           | Латвия                                   | 1:0                                      | —                                        | Чемпионат мира 2022 (отбор)              |
| 5                                        | 8 июня 2022                              | Уэльс                                    | 2:1                                      | —                                        | Лига наций УЕФА 2022/2023                |

Итого: 5 матчей / 1 гол; 5 побед, 0 ничьих, 0 поражений.